# 麻尋えりか
麻尋 えりか（まひろ えりか、1984年10月1日 - ）は、日本の女優。元宝塚歌劇団星組の男役スター。
富山県富山市、市立奥田中学校出身。身長167cm。血液型B型。愛称は「えり」、「しゅん」。宝塚歌劇団時代の芸名は麻尋しゅん（まひろ・しゅん）。
所属事務所はスタッフ・アップ。

## 来歴
2000年、宝塚音楽学校入学。
2002年、宝塚歌劇団に88期生として入団。入団時の成績は31番。星組公演「プラハの春／LUCKY STAR!」で麻尋しゅんとして初舞台。その後、星組に配属。
2003年、湖月わたる・檀れいトップコンビ大劇場お披露目となる「王家に捧ぐ歌」新人公演で、女役アイーダ（本役：安蘭けい）を演じる。入団2年目での抜擢となった。
2007年の「シークレット・ハンター」で新人公演初主演。
2008年、バウ・ワークショップ「ANNA KARENINA」で、バウホール公演初主演。
2009年4月26日、安蘭けい・遠野あすかトップコンビ退団公演となる「My dear New Orleans／ア ビヤント」東京公演千秋楽をもって、宝塚歌劇団を退団。
退団後は麻尋えりかと改名し、芸能活動を再開。
2016年に結婚したことを報告。

## 人物
双子の妹も同じく宝塚OGの夢羽美友と夢花らんである。

## 宝塚歌劇団時代の主な舞台

### 初舞台
- 2002年4 - 5月、星組『プラハの春』『LUCKY STAR!』（宝塚大劇場）

### 星組時代
- 2002年6 - 8月、『プラハの春』『LUCKY STAR!』（東京宝塚劇場）
- 2002年11 - 12月、『ガラスの風景』『バビロン』（宝塚大劇場）
- 2003年1月、『恋天狗』（バウホール） - 小天狗[3]
- 2003年2 - 3月、『ガラスの風景』『バビロン』（東京宝塚劇場）
- 2003年5月、『雨に唄えば』（日生劇場）
- 2003年7 - 11月、『王家に捧ぐ歌』 - 新人公演：アイーダ（本役：安蘭けい）[3][4][2]
- 2003年12月、『永遠の祈り-革命に消えた ルイ17世-』（ドラマシティ） - エドモン
- 2004年2 - 6月、『1914／愛』 - 新人公演：モーリス・ユトリロ（本役：真飛聖）『タカラヅカ絢爛 -灼熱のカリビアン・ナイト-』
- 2004年8月、『花舞う長安』 - 李亀年『ロマンチカ宝塚'04』（博多座）[4]
- 2004年10 - 12月、『花舞う長安』 - 李亀年、新人公演：皇甫惟明（本役：真飛聖）『ロマンチカ宝塚'04』[4]
- 2005年2月、『王家に捧ぐ歌』（中日劇場） - サウフェ
- 2005年5 - 8月、『長崎しぐれ坂』 - 卯之助（幼年時代）、新人公演：卯之助（本役：湖月わたる）『ソウル・オブ・シバ!!』[4]
- 2005年9 - 11月、『ベルサイユのばら』 - ジェローデル『ソウル・オブ・シバ!!』（全国ツアー・韓国）
- 2006年1 - 2月、『ベルサイユのばら-フェルゼンとマリー・アントワネット編-』（宝塚大劇場） - 小公子／ルネ、新人公演：オスカル・フランソワ・ド・ジャルジェ（本役：朝海ひかる・貴城けい・霧矢大夢・水夏希・大空祐飛）[3][4]
- 2006年2 - 4月、『ベルサイユのばら-フェルゼンとマリー・アントワネット編-』（東京宝塚劇場） - 小公子／ルネ、新人公演：オスカル・フランソワ・ド・ジャルジェ（本役：安蘭けい）[3][4]
- 2006年6月、『フェット・アンペリアル』（バウホール） - アーサー・ワルシンガム
- 2006年8 - 11月、『愛するには短すぎる』 - ベル、新人公演：フランク・ペンドルトン（本役：柚希礼音）『ネオ・ダンディズム! - 男の美学 -』
- 2006年12 - 2007年1月、『ヘイズ・コード』（ドラマシティ・日本青年館） - ウィル・ガーフィールド
- 2007年3 - 7月、『さくら』『シークレット・ハンター』 - アルバート、新人公演：ダゴベール（ダグ）（本役：安蘭けい） 新人公演初主演[3][4][2]
- 2007年8月、『シークレット・ハンター』 - アルバート『ネオ・ダンディズム!II』（博多座）
- 2007年11 - 2008年2月、『エル・アルコン-鷹-』 - スコット、新人公演：ルミナス・レッド・ベネディクト（本役：柚希礼音）『レビュー・オルキス-蘭の星-』
- 2008年4 - 5月、『ANNA KARENINA（アンナ・カレーニナ）』（バウホール） - アレクセイ・ヴィロンスキー伯爵（アリョーシャ） バウWS主演[3][4][2]
- 2008年6 - 10月、『THE SCARLET PIMPERNEL（スカーレット ピンパーネル）』 - ファーレイ、新人公演：ショーヴラン（本役：柚希礼音）[4][2]
- 2008年11 - 12月、『外伝 ベルサイユのばら-ベルナール編-』 - 近衛隊士／下士官『ネオ・ダンディズム!III』（全国ツアー）
- 2009年2 - 4月、『My dear New Orleans（マイ ディア ニュー オリンズ）』 - マーティン『ア ビヤント』 退団公演

### 出演イベント
- 2004年7月、TCAスペシャル2004『タカラヅカ90』
- 2005年4月、TCAスペシャル2005『Beautiful Melody Beautiful Romance』
- 2005年12月、『花の道 夢の道 永遠の道』
- 2006年4月、『星組エンカレッジ・コンサート』
- 2006年9月、TCAスペシャル2006『ワンダフル・ドリーマーズ』
- 2007年9月、TCAスペシャル2007『アロー!レビュー!』
- 2008年12月、タカラヅカスペシャル2008『La Festa!』

## 宝塚歌劇団退団後の主な活動

### 舞台
- 「ディートリッヒ」（2010年3月 - 4月、青山劇場・梅田芸術劇場） - マリア（マレーネ・ディートリヒの娘）役
- 「ベイビーベイビー」（2011年2月、赤坂RED/THEATER）
- 「スミレ刑事の花咲く事件簿」（2011年5月、新国立劇場 中劇場・森ノ宮ピロティホール・中京大学文化市民会館 プルニエホール） - 芹沢静香 役
- 「眠れぬ雪獅子」（2011年10月、世田谷パブリックシアター）
- 「魔法のオルゴール」（2012年9月、CBGKシブゲキ!!）
- 「マリオネット」（2012年11月、全労済ホールスペース・ゼロ）
- 新作歌舞伎「義経守護岩 雨晴物語」（2013年2月、富山県教育文化会館、富山県高岡文化会館） - 美鈴姫 役
- 東京アンテナコンテナ10周年記念公演（2014年5月、池袋あうるすぽっと）
- 「美少女戦士セーラームーン -Petite Étrangère-」（2014年8月21日〜31日、AiiA Theater Tokyo 2014年9月5日〜7日、梅田芸術劇場 シアター・ドラマシティ） - プリンス・デマンド 役
- 「ニンギョヒメ」（2014年11月、相鉄本多劇場）
- 「アタックNo.1」（2018年12月、全労済ホールスペース・ゼロ） - 清水晴子 役
- 「A CIVIL WAR CHRISTMAS」(2019年12月22-28日、すみだパークスタジオ倉、リーディングワークショップ公演 音楽劇 TipTap)

### ドラマ
- おひとりさま（2009年10月 - 12月、TBSテレビ）
- 土曜ワイド劇場「100の資格を持つ女4 特命潜入!ウエディングプランナー連続殺人事件!!」（2010年8月28日、朝日放送） - 三上未緒 役
- 水曜ミステリー9「密会の宿10 禁じられた愛 北鎌倉悲恋殺人」（2013年8月7日、テレビ東京） - 蔵田ゆかり 役

### 映画
- 歌うヒットマン!（2011年）

### CM
- 花王 めぐりズム 蒸気でホットアイマスク、蒸気温熱シート（2010年9月 - ）
- オリエンタル京都 朱雀邸（2012年10月 - ）